# I just want to make love to you
I just want to make love to you is een lied geschreven door Willie Dixon in 1954. Hijzelf nam het direct op met Muddy Waters. Er zijn ruim 60 covers gemaakt, onder meer door The Righteous Brothers, The Rolling Stones (als B-kant van Tell me), Isaac Hayes, Van Morrison en Shock Therapy.

## Muddy Waters
Muddy Waters nam het lied op in Chicago op 13 april 1954. Hij werd begeleid door
- Little Walter op de mondharmonica
- Jimmy Rogers op gitaar
- Otis Spann op piano
- Willie Dixon zelf op basgitaar en
- Fred Below op slagwerk

Het nummer kwam in de Billboard Hot 100Hot R&B/Hip-Hop Songs-lijst met als hoogste notering plaats 4. Er zijn geen gegevens bekend over andere hitparades.

## Foghat
De Amerikaanse muziekgroep Foghat, specialist in bluesrock, had tweemaal succes met het nummer. In 1972 haalde het de 83e plaats in de Billboard Hot 100. De live-uitvoering, afkomstig van het livealbum Foghat Live, verkocht een stuk beter: een 33e plaats in 17 weken notering.

## Etta James
Etta James nam het nummer in 1960/1961 op voor haar album At last!. Om het album te promoten verscheen At last ook op single en I just want to make love to you werd daarvan de B-kant . At last haalde een 48e plaats in de Billboard Hot 100. Deze versie van I just want dreigde in de vergetelheid te raken, maar in 1996 gebruikte Diet Coke Etta James’ versie voor reclamedoeleinden. Er kwam weer vraag naar het nummer en het verscheen op cd-single. Het plaatje begon een ware opmars in de hitparades, niet in de VS, maar in Europa. In het Verenigd Koninkrijk haalde het de vijfde plaats in de Top 50.

### Hitnotering
In Nederland en België werd het een bescheiden hitje.

#### Nederlandse Top 40
| Positie: | 36 | 32 | 29 | 40 | uit |

#### NederlandseSingle Top 100
| Positie: | 42 | 29 | 27 | 36 | uit |

#### VlaamseUltratop 50
| Positie: | 41 | 40 | 42 | 47 | 41 | 33 | 31 | 35 | 40 | 50 | uit |

#### NPO Radio 2 Top 2000
I Just Want to Make Love to You stond alleen in 2012 in de NPO Radio 2 Top 2000, op plek 1928.

## Leona Philippo
Leona Philippo scoorde in 2012 een kleine hit met het nummer, nadat ze het derde seizoen van The Voice of Holland had gewonnen. Ze zong het op 9 november 2012. Even later zou ze nog meer succes hebben met Could You Be Loved, daarna werd het stil.

### Hitnotering

#### NederlandseSingle Top 100
| Positie: | 23 | 62 | - | - | - | 81 | 87 | uit |